# Topaz Solar Farm
Topaz Solar Farm är en solcellsanläggning i San Luis Obispo County i Kalifornien, USA. Byggnationen påbörjades november 2011 och slutfördes i november 2014. 
Investeringskostnaden beräknas till 2,5 miljarder amerikanska dollar. Med en toppeffekt på 550 MW, och en årlig produktion på 1 096 GWh är Topaz Solar Farm en av världens största solenergianläggningar, med en kapacitetsfaktor på cirka 23 procent.

## Källor

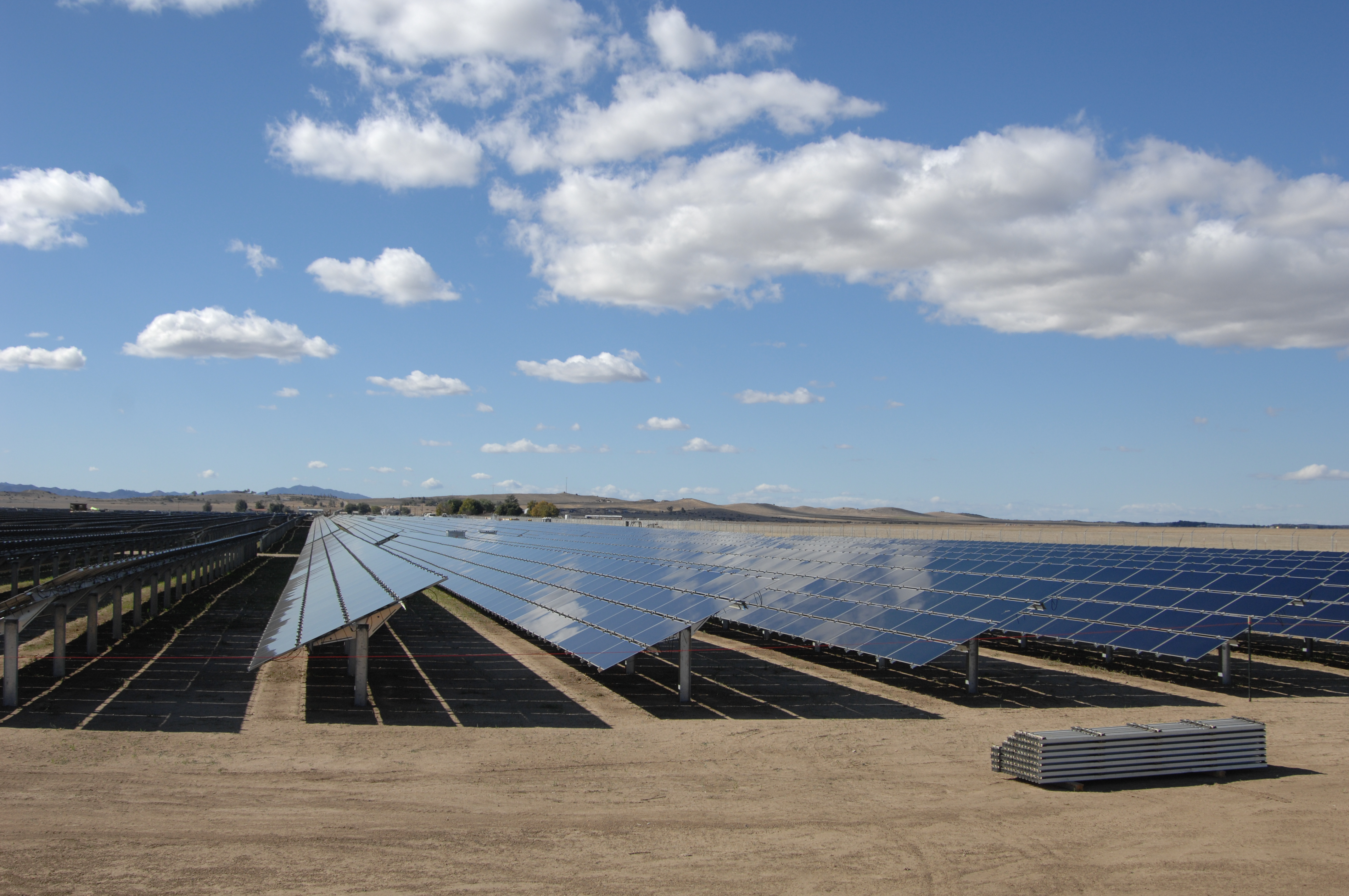
Solpaneler i Topaz Solar Farm.